# Everson Walls
Everson Walls (Dallas, 28 de dezembro de 1959) é um ex-jogador de futebol americano que jogou profissionalmente na National Football League (NFL) para os Dallas Cowboys, os New York Giants e os Cleveland Browns, nas posições de cornerback e safety. Durante suas 14 temporadas, ele foi selecionado quatro vezes para o Pro Bowl. Ele também foi selecionado 3 vezes para o All-Pro. Walls ganhou um Super Bowl na temporada de 1990 da National Football League, jogando pelo New York Giants. Ele jogou o College Football (NCAA) na Grambling State University.

## Início da Carreira
Walls nasceu e cresceu em Richardson, Texas. Apelidado de "Cubby", ele foi criado por sua mãe a duas milhas da academia do Dallas Cowboys. Ele jogou futebol americano no Lloyd V. Berkner High School em Richardson, Texas, onde ele só jogou um ano de futebol americano (último ano) e liderou o distrito em interceptações.
Ele estava determinado a jogar o College Football e, depois do ensino médio, se matriculou na Grambling State University. Na época, sua namorada tinha relações com um treinador assistente. Eventualmente, ele foi convidado para o campo de treino e impressionou o treinador Eddie Robinson, que arranjou um encontro com a mãe de Walls sobre a concessão de uma bolsa de estudos. Ele não decepcionou, ganhando as honras da Divisão I-AA All-American enquanto liderava no ranking nacional com 11 intercepções em seu último ano.

## Carreira Profissional

### Dallas Cowboys
Os olheiros achavam que ele era muito lento para a Liga Nacional de Futebol (NFL) depois que ele correu as 40 jardas em decepcionantes 4.72 segundos durante os treinos, em 1981. No entanto, os Cowboys assinaram com ele como um agente livre não draftado, entrando na liga com 21 anos de idade. Embora ele estivesse sendo alvo de quarterbacks adversários que estavam se afastando de jogadores mais experientes, ele teve um impacto imediato liderando a liga em interceptações como um backup, até que ele foi nomeado titular no quinto jogo da temporada, terminando como líder da NFL em interceptações, com 11 naquele ano. Treinado por Tom Landry, ele recebeu um convite do Pro Bowl como novato por suas contribuições.
Na temporada de 1982, ele voltou a liderar a liga em interceptações depois de gravar uma incrível 7 interceptações em apenas 9 jogos. Rodeado por uma forte unidade defensiva, que incluiu jogadores como Randy White e Ed "Too Tall" Jones, Walls continuou seu excelente jogo e novamente liderou a liga em interceptações em 1985 com 9. Na história da NFL, só ele e o safety Ed Reed liderou a liga em interceptações três vezes.
Walls foi para o Pro Bowl quatro vezes (1981, 1982, 1983 e 1985). Durante esse período, no entanto, os Cowboys não conseguiram ganhar um Super Bowl, já que eles perderam o jogo do título da NFC em 1982 e caíram nos playoffs em 1983 e 1985, ambos jogos perdidos para o Los Angeles Rams. Apesar disso, Walls permaneceu como um dos cornerbacks mais temidos da liga; eventualmente, os quarterbacks foram forçados a deixar de jogar a bola ao lado dele. Ele liderou os Cowboys em interceptações cinco temporadas, recorde da franquia junto com Terrence Newman.
Ele também era conhecido por suas disputas por contrato com os Cowboys, que foram finalmente instalados em 1987, quando Walls recebeu um contrato de três anos no valor de 5,05 milhões. Isso fez dele o segundo cornerback mais bem pago do campeonato.
A equipe renunciou ao contrato no final da temporada de 1989, por causa da falta de produção de Walls e de um incidente que aconteceu após uma derrota para o Arizona Cardinals, quando o técnico Jimmy Johnson o viu sorrindo com os jogadores dos Cardinals. Suas 44 intercepções o classificam em segundo lugar na lista de carreira dos Cowboys.

### New York Giants
Em 1990, Walls se juntou ao rival de divisão New York Giants como agente livre, assinando um contrato de dois anos no valor de mais de um milhão de dólares. Walls começou com segurança pela primeira vez em sua carreira e, em um esquadrão de defesa destacado com Lawrence Taylor, Leonard Marshall e Carl Banks, ele finalmente chamou a maioria das jogadas defensivas. Foi aqui que Walls gravaria seu primeiro e único touchdown defensivo de carreira, um retorno de interceptação de jogo contra os Redskins de Washington para obter o 7-0 dos Giants na temporada.
Treinados por Bill Parcells, com o coordenador defensivo Bill Belichick, os Giants lançaram um recorde de 13-3 e chegaram ao jogo do Campeonato NFC, onde viajaram para San Francisco para enfrentar o campeão defensor do Super Bowl, 49ers. Com um field goal no final, os Giants conseguiram superar os 15-13, para avançar para o Super Bowl XXV, onde se encontraram com o campeão da AFC, Buffalo Bills. Durante o jogo, Walls fez uma jogada decisiva quando derrubou Thurman Thomas, que corria livre com apenas dois minutos no relógio - um tackle que provavelmente parou um touchdown para os Bills. Os Giants ganhariam o Super Bowl, 20 a 19, na tentativa de field goal  perdida de Scott Norwood quando o tempo acabou. Walls estava na foto de capa Sports Illustrated, quando foi capturado com os braços levantados na vitória depois que os Giants ganharam o jogo.
Em 1992, ele foi titular em 2 jogos, antes de ser passado para a reserva de um jogador do segundo ano, Lamar McGriggs. Ele foi retirado no dia 21 de outubro, depois de jogar como um backup em mais 4 jogos, ao mesmo tempo que registrou 12 tackles e uma interceptação.

### Cleveland Browns
Em 23 de outubro de 1992, Walls assinou com o Cleveland Browns como agente livre, reunindo-se com o treinador principal e o antigo coordenador defensivo dos Giants, Belichick.  Ele jogou em 10 jogos, com 5 partidas e teve 2 interceptações. Em 1993, ele começou 7 jogos antes de ser retirado da equipe, em 27 de outubro.
Nas últimas três temporadas profissionais depois que ele trocou a posição de cornerback para safety, ele gravou um total de sete interceptações.

## Legado Profissional
Walls é uma dos jogadores defensivos mais prolíficos e condecorados a jogar futebol americano. Ele é um dos únicos jogadores a liderar a NFL em interceptações três vezes (Ed Reed é o outro). Ele também liderou o Cowboys em intercepções um recorde de franquia cinco vezes, e ocupa o segundo lugar na lista de intercepções de carreira da equipe e é 13º de todos os tempos na lista de intercepções de carreira, com 57. Com experiência sob Eddie Robinson, Tom Landry, Bill Parcells e Bill Belichick, Walls teve o privilégio de trabalhar para alguns dos melhores treinadores de todos os tempos. Ele foi nomeado para o Cowboys 25th Year Anniversary Team.
Walls é finalista dos Hall da Fama de 2017, seu último ano de elegibilidade para a classe. Walls jogou 13 temporadas na NFL, seus primeiros nove com os Dallas Cowboys (1981-89). Ele foi selecionado para quatro Pro Bowls e foi do primeiro time All-Pro uma vez e do segundo time duas vezes em sua carreira.
Ele também foi induzido no Texas Black Sports Hall of Fame, o Louisiana Sports Hall of Fame e o Grambling Legends Sports Hall of Fame.
Walls foi nomeado o embaixador do jogo do Campeonato FCS 2010.